# Бабенко, Николай Андреевич
Николай Андреевич Бабенко (укр. Микола Андрійович Бабенко; 8 января 1942, Борисполь, Киевская область Украинская ССР — август 2005, Киев, Украинская ССР) — советский и украинский актёр театра и кино. Народный артист Украины (1998), Заслуженный артист РСФСР (1980).

## Биография
Родился 8 января 1942 года в Борисполе Киевской области.
Закончил Киевский институт театрального искусства имени Карпенко-Карого (1962).
С 1964 по 1968 год работал в Рязанском драматическом театре.
С 1968 по 1980 год Николай Бабенко — актёр Омского драматического театра.
С 1980 года — актёр Киевского театра драмы и комедии на Левом берегу.
Ушёл из жизни 5 августа 2005 года. Похоронен в колумбарии Байкового кладбища в Киеве.

## Театральные работы

### Омский драматический театр
- Михаил - «Всего три дня» Н. Анкилова
- Горацио - «Гамлет» В. Шекспира
- Людовик XIV - «Платок Мольера» К. Гуцкова
- Гижи - «Сирано де Бержерак» Э. Ростана
- Степан Уваров - «Солдатская вдова» Н. Анкилова
- Царевич Федор Иванович; Григорий Нагой - «Смерть Иоанна Грозного» А. К. Толстого
- Журналист - «Ясная Поляна» Д. Орлова
- Мужчина - «Вкус черешни» А. Осецка
- Петров, солдат - «Так начиналась легенда» Я. Киржнера, А. Мозгунова
- Китобой из Одессы - «Ночью без звезд» А. Штейна
- Кикила - «Сказка о храбром Кикиле» Г. Нахуцришвили, Б. Гамрекели
- Дивана - «В ночь лунного затмения» М. Карима
- Юра Клепиков - «Моя любовь на третьем курсе» М. Шатрова
- Секст Помпей - «Антоний и Клеопатра» В. Шекспира
- Эбин — «Любовь под вязами» Ю. О’Нила
- Прозоров Андрей Сергеевич — «Три сестры» А. Чехова
- Вэл Зевьер — «Орфей спускается в ад» Т. Уильямса
- Лебезятников — «Преступление и наказание» Ф. Достоевского
- Шаманов — «Прошлым летом в Чулимске» А. Вампилова
- Потапов — «Протокол одного заседания» А. Гельмана
- Тихон Кабанов — «Гроза» А. Островского
- Кузьма — «Деньги для Марии» В. Распутина
- Мещеряков - «Солёная Падь» С. Залыгина
- Джерри — «Двое на качелях» Юджина У. Гибсона

### Омская студия телевидения
- Телевизионный спектакль по пьесе В. Розова «Ситуация» (1974)

## Фильмография
- 1977 — Марка страны Гонделупы — отдыхающий
- 1981 — Беспокойное лето — Артур Григорьевич
- 1981 — Под свист пуль
- 1981 — Яблоко на ладони — дядя
- 1981 — Ярослав Мудрый — Святополк, князь Туровский
- 1990 — Чёрная долина — Артур Григорьевич
- 1991 — Народный Малахий — Народный Малахий
- 1992 — Киевские просители — Кмита Денис Поликарпович
- 1992 — Тарас Шевченко. Завещание — Василий Иванович Григорович
- 1993 — Сад Гефсиманский — Михайличенко
- 1994 — Тигроловы — Михайличенко
- 1999 — День рождения Буржуя
- 2002 — Под крышами большого города — педиатр
- 2002 — Право на защиту — Попов
- 2003 — Леди Мэр
- 2004 — Небо в горошек — Рыжов
- 2005 — Дедушка моей мечты — репетитор Юли
- 2005 — За всё тебя благодарю — юрист
- 2005 — Золотые парни
- 2005 — Косвенные улики — Астахов
- 2005 — Миф об идеальном мужчине. Детектив от Татьяны Устиновой — Борис Семенович
- 2005 — Новый русский романс
- 2005 — Происки любви — Семен Семенович